# IC 1841
IC 1841 ist eine Balken-Spiralgalaxie vom Hubble-Typ SBb im Sternbild Widder auf der Ekliptik. Sie ist schätzungsweise 632 Millionen Lichtjahre von der Milchstraße entfernt und hat einen Durchmesser von etwa 130.000 Lichtjahren.
Im selben Himmelsareal befinden sich u. a. die Galaxien IC 1832, IC 1838, IC 1854.
Das Objekt wurde am 11. Januar 1898 von Stéphane Javelle entdeckt.